# Teluk Poh
Teluk Poh är en vik i Indonesien.   Den ligger i provinsen Sulawesi Tengah, i den nordöstra delen av landet, 1 900 km öster om huvudstaden Jakarta.